# Бюльбюль малий
Бюльбю́ль малий (Eurillas virens) — вид горобцеподібних птахів родини бюльбюлевих (Pycnonotidae). Мешкає в Африці на південь від Сахари.

## Опис
Довжина птаха становить 18,7 см, довжина крил становить 8 см, довжина хвоста становить 7,7 см. Верхня частина хвості крила коричневі, груди і боки бліді, зеленувато-сірі. Дзьоб коричневий, очі карі, лапи світло-жовто-коричневі.

## Підвиди
Виділяють п'ять підвидів:
- E. v. amadoni (Dickerman, 1997) — острів Біоко;
- E. v. erythroptera (Hartlaub, 1858) — від Гамбії до південної Нігерії;
- E. v. virens (Cassin, 1857) — від західного Камеруну до Південного Судану, західної Кенії, південних районів ДР Конго, і північної Анголи;
- E. v. zanzibarica Pakenham, 1935 — Занзібар;
- E. v. zombensis (Shelley, 1894) — від південного сходу ДР Конго і північної Замбії до південного сходу Кенії і півночі Мозамбіку.

## Поширення і екологія
Малі бюльбюлі мешкають в Західній, Центральній і Східній Африці. Вони живуть в саванах, тропічних лісах, чагарникових заростях і садах, зустрічаються на висоті до 2200 м над рівнем моря.